# العلاقات التوغوية العمانية
العلاقات التوغولية العمانية هي العلاقات الثنائية التي تجمع بين توغو وسلطنة عمان.

## مقارنة بين البلدين
هذه مقارنة عامة ومرجعية للدولتين:
| وجه المقارنة                                              | توغو            | سلطنة عمان    |
| --------------------------------------------------------- | --------------- | ------------- |
| المساحة (كم2)                                             | 56.78 ألف       | 309.50 ألف    |
| عدد السكان (نسمة)                                         | 7.80 مليون      | 4.64 مليون    |
| الكثافة السكانية (ن./كم²)                                 | 137.37          | 14.99         |
| العاصمة                                                   | لومي            | مسقط          |
| اللغة الرسمية                                             | لغة فرنسية      | اللغة العربية |
| العملة                                                    | فرنك غرب أفريقي | ريال عماني    |
| الناتج المحلي الإجمالي (بليون دولار)                      | 4.81 مليار      | 72.64 مليار   |
| الناتج المحلي الإجمالي (تعادل القوة الشرائية) بليون دولار | 10.67 مليار     | 179.49 مليار  |
| الناتج المحلي الإجمالي الاسمي للفرد دولار أمريكي          | 559             | 15.55 ألف     |
| الناتج المحلي الإجمالي للفرد دولار أمريكي                 | 1.43 ألف        | 38.63 ألف     |
| مؤشر التنمية البشرية                                      | 0.484           | 0.793         |
| رمز المكالمات الدولي                                      | +228            | +968          |
| رمز الإنترنت                                              | .tg             | عمان          |
| المنطقة الزمنية                                           | 00              | ت ع م+04:00   |

## منظمات دولية مشتركة
يشترك البلدان في عضوية مجموعة من المنظمات الدولية، منها:
| علم المنظمة | اسم المنظمة                               | تاريخ انضمام توغو | تاريخ انضمام سلطنة عمان |
| ----------- | ----------------------------------------- | ----------------- | ----------------------- |
|             | الاتحاد البريدي العالمي                   | ?                 | ?                       |
|             | مؤسسة التنمية الدولية                     | 21 أغسطس 1962     | 1973                    |
|             | البنك الدولي للإنشاء والتعمير             | 1 أغسطس 1962      | 1971                    |
|             | منظمة التجارة العالمية                    | ?                 | 2000                    |
|             | يونسكو                                    | 17 نوفمبر 1960    | 10 فبراير 1972          |
|             | منظمة التعاون الإسلامي                    | ?                 | 1970                    |
|             | المركز الدولي لتسوية المنازعات الاستشارية | 10 سبتمبر 1967    | 1995                    |
|             | وكالة ضمان الاستثمار متعدد الأطراف        | 15 أبريل 1988     | 1989                    |
|             | منظمة حظر الأسلحة الكيميائية              | ?                 | ?                       |
|             | مؤسسة التمويل الدولية                     | 4 سبتمبر 1962     | 1973                    |
|             | الاتحاد الدولي للاتصالات                  | 14 سبتمبر 1961    | 28 أبريل 1972           |
|             | الأمم المتحدة                             | 20 سبتمبر 1960    | 7 أكتوبر 1971           |
|             | منظمة الشرطة الجنائية الدولية             | ?                 | ?                       |

## وصلات خارجية
- موقع وزارة الخارجية العمانية